# いわいのふ健
いわいのふ 健（いわいのふ けん、1977年12月6日 - ）は、日本の俳優・ナレーター。ヘリンボーン所属。広島県東広島市出身。身長181cm、体重76kg。

## 来歴
広島県立黒瀬高等学校卒業後、芸能界を目指して上京。日本工学院専門学校舞台俳優科（現クリエイターズカレッジ声優・俳優科）に入学。
演技の経験もなく、喜怒哀楽を表現することに馴染めず、入学後に目覚めたヒップホップダンスに明け暮れることになる。
卒業公演に出演した際、観客から今まで受けたことのない拍手を経験し、俳優に目覚める。
卒業公演がきっかけで「劇団NLT」の養成所に入所。また、日本工学院専門学校卒業と同時に「企画集団DOA」を結成。その後、弟子を探していた北大路欣也のもとに弟子入りし、本格的に俳優として活動を始める。3年後に独立、「企画集団DOA」として、2010年9月には紀伊國屋ホールにて『蓮－無一物即無尽蔵－』を上演、成功をおさめた。
様々な劇団の舞台に客演もしており、岡部企画プロデュース公演や「演劇企画集団THE・ガジラ」等の公演にも出演している。
2012年、温泉ドラゴンの第四回公演『birth』に参加。2014年の韓国ソウル公演より、正式に加入することになる。
また、俳優としての活動以外に、低音を活かしナレーターとしても活躍中。日本工学院専門学校では非常勤講師として、演技の授業を担当している。

## 出演

### 映画
- CHARON（2005年1月29日、高橋玄監督） - 殺し屋 役[1][2][3][4]
- MASKMANZ’〜大切な仲間達へ〜（2011年、武重聖一監督）
- んで、全部、海さ流した。（2013年11月2日、庄司輝秋監督） - 益子 役[5][6][7][8]
- ゼウスの法廷（2014年3月8日、高橋玄監督）[9][10]
- 劇場版 ごん -GON, THE LITTLE FOX-（2020年2月21日、八代健志監督） - 兵十の父 役　※声の出演[11]

### テレビ

#### テレビドラマ
- 隠密奉行朝比奈（フジテレビ）
- 土曜ワイド劇場
  - 『事件8』（2000年6月24日、テレビ朝日） - 警察官　役
  - 『事件9』（2001年6月9日、テレビ朝日） - アロハの男　役
- 旗本退屈男（2001年7月31日　-　11月6日、フジテレビ） - レギュラー：新助　役
- みの刑事の愛の事件簿大作戦〜信濃・東海路同級生連続殺人事件（2003年1月12日、テレビ東京）
- 火曜サスペンス劇場『四国八十八か所逃亡巡礼』（2004年8月17日、日本テレビ） - 中井純二　役
- 名奉行! 大岡越前　第9話（2005年6月13日、テレビ朝日） - 鵜飼家番士 役
- 剣客商売『御老中暗殺』（2012年8月24日、フジテレビ） - 小出帯刀 役
- 白虎隊〜敗れざる者たち（2013年1月2日、テレビ東京）
- ダブルス〜二人の刑事（2013年、テレビ朝日）

#### バラエティ
- 天才・たけしの元気が出るテレビ!!（日本テレビ）
- 5時の魔法使い（東京MXTV）
- 謎を解け!まさかのミステリー（日本テレビ）

#### アニメ
- ウルトラマニアック（アニマックス）
- エリア88（アニマックス）
- 蟲師 続章 第十六話「壺天の星」 - 父

### 舞台
- 『佐渡島他吉の生涯』（梅田コマ劇場）
- 『旗本退屈男』（博多座）
- 『赤ひげ』（御園座）
- 『国盗り物語』（明治座）
- 『本退屈男－まぼろし草』（明治座）
- 『猫じゃ猫じゃとおっしゃいまする』（2002年、蒲田演劇工場） - プロレタリア 役
- 『津国女夫池』（2003年、ながと近松実験劇場） - 造酒の進 役
- 『用明天王職人鑑』（2003年、巣林舎） - 山彦王子 役
- 『踊るやくざシリーズ第2弾』（2003年5月、ファイナル・バロック公演）
- 『踊るやくざシリーズ第3弾』（2003年12月12日 - 14日、ファイナル・バロック公演）
- 『ベンケイパンチ』（2004年12月、第一回茶風林プロデュース公演） - TOSANOBU 役
- 『思い出を売る男』（2005年、蒲田演劇工場プロデュース公演） - 広告屋 役
- 『僕の東京日記』（2006年、蒲田演劇工場プロデュース公演） - 井出哲朗 役
- 『新・雨月物語』（2008年1月25日 - 2月3日）[12]
- 『泥と蓮』（2010年9月3日 - 5日、企画集団DOA公演）[13]
- 『どん底』（2011年5月20日 - 29日、演劇企画集団THE・ガジラ公演）[14]
- 『黒椿〜Japanesque Vampire〜』（2011年7月16日 - 24日、タンバリンプロデューサーズ公演）[15]
- 『喜劇戯曲翻訳承り』（2011年10月6日 - 9日、平石耕一事務所公演）[16]
- 『舞台 鬼切丸』（2013年8月3日 - 11日、タンバリンプロデューサーズ公演）[17]
- 『コヒモトメム』（2014年2月12日 - 16日、演劇ユニット金の蜥蜴公演）[18]
- 『マクベス上演－夢のつづき－』（2015年3月26日 - 31日、キィーワード公演）[19]
- 『夜を急ぐ者よ』（2015年5月12日 - 17日、PLAN P×グループ虎プロデュース公演）[20]
- 『愚かもの梶鉄』（2015年6月2日 - 7日、グループK番外公演　直也の会合同企画）[21]
- 『代代孫孫2016』（2016年6月15日 - 21日、流山児★事務所公演）[22]
- 『天泣に散りゆく』（2016年9月7日 - 11日、文化芸術教育支援センター）[23]
- 『記憶のパズル』（2017年2月8日 - 12日、森組芝居）[24]
- 『洗い屋稼業』（2017年6月7日 - 11日、演劇工房NY企画公演）
- 『風を打つ』（2024年7月17日 - 19日、亀戸文化センター カメリアホール）[25]
- 『おどるシェイクスピア RARE〜リア王〜』（2025年8月14日 - 17日〈予定〉、CHAiroiPLIN公演）[26]

岡部企画プロデュース公演
- 『蜂ノ巣城』（2004年5月12日 - 16日、紀伊國屋ホール）[27]
- 『江藤新平』（2004年10月14日 - 18日、紀伊國屋ホール）[28]
- 『花祭』（2005年4月20日 - 24日、紀伊國屋ホール）[29]
- 『帰去来』（2005年10月5日 - 9日、紀伊國屋サザンシアター）[30]
- 『戊辰戦争』（2006年11月7日 - 11日、紀伊國屋ホール）
- 『さすらい』（2007年6月8日 - 12日、紀伊國屋ホール）
- 『長崎の鐘』（2008年7月8日 - 9日、長崎ブリックホール大ホール）
- 『帰去来』（2009年6月3日 - 7日、紀伊國屋ホール）
- 『長崎の鐘』（2009年7月6日、多摩市民館大ホール）
- 『長崎の鐘』（2010年6月3日 - 7日、紀伊國屋ホール）
- 『帰去来』（2010年10月19日、松浦市文化会館ゆめホール）

#### 温泉ドラゴン公演
- 『birth/escape』（2012年8月15日-v26日、Space早稲田）※二本立て興行
- 『桜』（2013年2月5日 - 10日、SPACE雑遊）
- 『birth』（2013年9月11日 - 16日、上野ストアハウス）
- 『birth』 - 温泉ドラゴン韓国公演（2014年9月17日 - 21日、韓国ソウル大学路・演友小劇場）
- 『birth final』 - 温泉ドラゴン帰国報告公演（2014年10月6日 - 7日、上野ストアハウス）
- 『桜』（2014年11月19日 - 24日、上野ストアハウス）
- 『birth』 - 韓国3都市ツアー（2015年8月4日 - 5日、密陽国際演劇祭/8月6日、浦項国際演劇祭野外劇場/8月7日 - 8日、釜山HANGYEOL ARTHALL）
- 『烈々と燃え散りしあの花かんざしよ』（2015年10月14日 - 18日、上野ストアハウス）
- 『或る王女の物語〜徳恵翁主〜』（2016年11月2日 - 6日、SPACE雑遊）
- 『幸福な動物』（作：原田ゆう/演出：シライケイタ、2017年8月23日 - 3日、SPACE雑遊）[31]
- 『まだおとずれてはいない』（2025年10月9日 - 13日〈予定〉、SPACE雑遊）[32]

### ナレーション
- 日本工学院専門学校 CMナレーション
- 国立科学博物館『THE地震展』
- 映画『デスノート』 TVCM（企画制作：日本テレビ）
- ボートレース東日本大震災被災地支援競走『児島グランドチャンピオン決定戦競走』 CM（日本レジャーチャンネル）
- 24時間テレビ 「愛は地球を救う」 番宣（日本テレビ）
- コニカミノルタ TVCM
- トヨタ自動車『ヴェルファイア』 TVCM・ラジオCM
- 三協エージェンシー『業界裏サイト「警鐘」』（ジャンバリ.TV）
- Amway『ビタミンCプラス』 TVCM
- アルソック
- EPSON
- 池田模範堂『ムヒアルファEX』
- キヤノン『PowerShot G1 X』
- NOTTV
- 日清食品『日清焼そばU.F.O.』
- 三菱自動車工業『ekワゴン』
- モンデリーズ・ジャパン『ストライド』
- 日本マクドナルド『ハッピーセット』

### CM
- アビバ
- サッポロビール『樽生仕立』
- 東芝EMI『SWEET』
- リコー

### ゲーム
- クイズRPG 魔法使いと黒猫のウィズ（2018年、シードゥス）